# Przybędza
Przybędza – wieś w Polsce, położona w województwie śląskim, w powiecie żywieckim w gminie Radziechowy-Wieprz.
Wieś liczy ok. 1000 mieszkańców.
W latach 1975–1998 miejscowość administracyjnie należała do województwa bielskiego.

## Położenie wsi
Wieś leży przy drodze ekspresowej S1 Bielsko-Biała – Zwardoń. Od południa sąsiaduje z Węgierską Górką, od wschodu z Wieprzem, a od północy z Radziechowami.
Przez wieś płynie potok o tej samej nazwie – Przybędza, nazywany przez mieszkańców Przybędzanką.
We wsi znajduje się przedszkole i szkoła podstawowa, siedziba straży pożarnej OSP Przybędza i świetlica środowiskowa. Działa też Koło Gospodyń Wiejskich.

## Integralne części wsi
Od 2002 r. zmieniono status przysiółka Przybędza na wieś, zmieniając jednocześnie status niżej wymienionych miejscowości z przysiółek na część wsi.
| SIMC    | Nazwa          | Rodzaj    |
| ------- | -------------- | --------- |
| 0065815 | Cuchedla       | część wsi |
| 0065821 | Gołowska       | część wsi |
| 0065844 | Podczerwieniec | część wsi |
| 0065867 | Sroki          | część wsi |

## Historia
Przybędza stanowiła przysiółek Radziechów. Jego mieszkańcy trudnili się hodowlą bydła, uprawą ziemi, pracami leśnymi, a po powstaniu huty w Węgierskiej Górce podejmowali pracę także w tamtejszym zakładzie. Zlokalizowane tu były złoża skał wapiennych, których eksploatację rozpoczęto na początku XX wieku, a następnie kamienie te były wypalane w powstałych tutaj wapiennikach. Do 1914 działał tu także młyn oraz tartak, które funkcjonowały dzięki napędowi wodnemu.
Do 1934 Przybędza wraz z cała wsią Radziechowy tworzyła gminę jednowioskową.  1 sierpnia 1934 stała się ona częścią nowo powstałej gminy zbiorowej Zabłocie. 
W trakcie okupacji niemieckiej podczas II wojny światowej mieszkańcy przysiółka nie zostali wysiedleni w wyniku „Aktion Saybusch”, jednak z powodu zajęcia części gospodarstw w głównej części wsi Radziechowy przez osadników niemieckich, zostani tu rozlokowani ich dotychczasowi mieszkańcy. Trzy osoby pochodzące z Przybędzy poniosły śmierć w niemieckich obozach. Osada została wyzwolona w kwietniu 1945, następnie przystąpiono do odbudowy zniszczeń wojennych.
Rozwój Przybędzy nastąpił od lat 50. XX wieku, kiedy to doszło tu do zintensyfikowania budownictwa jednorodzinnego oraz powstania w górnej części osady kolonii domków rekreacyjno-wypoczynkowych. We wrześniu 1955 przysiółek został zelektryfikowany. W 1954 uruchomiono Koło Gospodyń Wiejskich. W 1956 w budynkach o architekturze zakopiańskiej otwarta tu została szkoła podstawowa i przedszkole, a w 1959 – nowy obiekt mieszczący sklep Gminnej Spółdzielni. W budynku szkoły znalazło siedzibę Koło Gospodyń Wiejskich. W 1956 uruchomiono jednostkę Ochotniczej Straży Pożarnej.
W 1962 w Przybędzy został otwarty skup runa leśnego. W 1963 w Dolnej Przybędzy został otwarty kiosk, który po rozbudowie w 1979 został przekształcony na kolejny sklep. Od 1965 działała zlewnia mleka oraz Podstawowa Organizacja Partyjna Polskiej Zjednoczonej Partii Robotniczej.
W 1974 główna droga prowadząca przez przysiółek otrzymała nawierzchnię z betonu smołowego oraz oświetlenie. Powstało wówczas także rondo umożliwiające zawracanie autobusów, dzięki czemu w 1975 możliwe było uruchomienie kursowania tu autobusów Państwowej Komunikacji Samochodowej, a w późniejszym okresie również linii Miejskiego Zakładu Komunikacyjnego w Żywcu.
Nowa remiza straży pożarnej „Dom Strażaka” powstała w 1975. W budynku tym utworzona również została świetlica gromadzka, punkt lekarski i biblioteka publiczna.
17 kwietnia 1979 Przybędza otrzymała status sołectwa, stanowiąc nadal część miejscowości Radziechowy. Jej pierwszym sołtysem został Emanuel Jagosz, a po jego śmierci w 1982 stanowisko to objął Władysław Jarco. 
W 1981 założone zostało Kółko Rolnicze „Ziarno”, stanowiące organizację społeczno-zawodowy mieszkańców, która jednocześnie stanowiła związek zawodowy rolników.
W 1982 główna droga w Przybędzy pozyskała częściowo asfaltową nawierzchnię, a rok później doszło do modernizacji końcowego odcinka i oświetlenia go. W marcu 1982 rozpoczęta została ponadto modernizacja „Drogi Wajdowej”, łączącą osadę z Radziechowami, a wzdłuż jej biegu przez młodzież szkolną zostało nasadzone 400 drzewek. Trasa ta została oddana do użytku 7 maja 1982 i otrzymała nazwę ul. Obrońców Węgierskiej Górki. Otwarte wówczas zostały także 4 nowe mosty na potoku Przybędza. Dzięki działalności Kółka Rolniczego „Ziarno” w Przybędzy powstała sieć telefoniczna, a w Domu Strażaka uruchomiono gabinet dentystyczny. Kółko zajmowało się ponadto dotowaniem miejscowej szkoły, wspierało dzieci oraz osoby ubogie, finansowało zakupy węgla opałowego. 
12 września 1982 w przysiółku zostały po raz pierwszy zorganizowane Dożynki Gminne.
26 sierpnia 1983 nastąpiło poświęcenie kamienia węgielnego pod budowę tu kaplicy rzymskokatolickiej, a po kilku miesiącach były gotowe jej mury, które nakryte zostały blaszanym dachem.
W latach 90. XX wieku powstała inicjatywa przekształcenia Przybędzy w samodzielną wieś. W 2000 sołectwo liczyło 925 mieszkańców. 
1 stycznia 2002 Przybędza została wydzielona z Radziechów jako osobna miejscowość.

## Atrakcje turystyczne i ciekawe miejsca
Nad miejscowością góruje Matyska (609 m n.p.m.) – wzniesienie położone między Przybędzą a Radziechowami – i z tych dwóch miejscowości prowadzi droga na szczyt. Na szczycie w roku jubileuszowym został wzniesiony Krzyż Milenijny i kapliczka. Miejsce to nazywane jest Golgotą Beskidów. Wzdłuż ścieżki prowadzącej na górę od strony Radziechów zbudowane zostały stacje drogi krzyżowej.
W 2021 roku Przybędza zajęła II miejsce w plebiscycie na najpiękniejszą wieś województwa śląskiego.

## Parafia
We wsi znajduje się kościół parafialny Matki Bożej Częstochowskiej; siedziba parafii, erygowanej 26 sierpnia 2013 roku (w 30-lecie powstania świątyni). Pierwszym proboszczem tej wspólnoty został ks. Janusz Dudek.